# Amerikanske kamphøns
Amerikanske kamphøns er en hønserace, der stammer fra USA. 
Det er en klog race, som er modstandsdygtigt overfor kulde og varme. Racen kan klare sig på egen hånd, hvis den slipper fri. Racen findes også i dværgform.

## Farvevariationer
- Sortbrystet rød
- Hvedefarvet
- Sølv sorthvid
- Guld sorthvid
- Hvid
- Sort
- Brunrød
- Rød
- Guld
- Græskar
- Blå